# Filippowo (rejon charowski)
Filippowo (ros. Филиппово) – wieś w Rosji, w rejonie charowskim obwodu wołogodzkiego. W 2002 r. liczyła 4, a w 2021 r. 5 mieszkańców.